# 士 (朝鮮將棋)
士（韓文稱為）是朝鮮將棋的棋子之一。
士每次可以沿「九宮格」内的直线、橫线或斜线行走一步，但不能走出「九宮」，與楚／漢的走法相同。士的攻擊力很弱，主要起保護楚／漢的作用，有時也可作爲「包」的「包架」。
士的起始位置為雙方底線之左四排和右四排，九宮格內。